# Dahira taiwana
Dahira taiwana es una polilla de la familia Sphingidae. Se localiza en Taiwán.

## Sinonimia
- Gehlenia taiwana (Brechlin, 1998)